# Comté de Muskogee
Pour les articles homonymes, voir Muskogee (homonymie).
Le comté de Muskogee est un comté situé dans l'est de l'État de l'Oklahoma, aux États-Unis. Le siège du comté est Muskogee. Selon le recensement de 2000, sa population est de 69 451 habitants.

## Comtés adjacents
- Comté de Wagoner  (nord)
- Comté de Cherokee  (nord-est)
- Comté de Sequoyah (est)
- Comté de Haskell (sud-est)
- Comté de McIntosh (sud-ouest)
- Comté d'Okmulgee (ouest)

## Principales villes
- Boynton
- Braggs
- Council Hill
- Fort Gibson
- Haskell
- Muskogee
- Oktaha
- Porum
- River Bottom
- Sand Hills
- Simms
- Sour John
- Summit
- Taft
- Wainwright
- Warner
- Webbers Falls